# غرفة تخزين الخمور

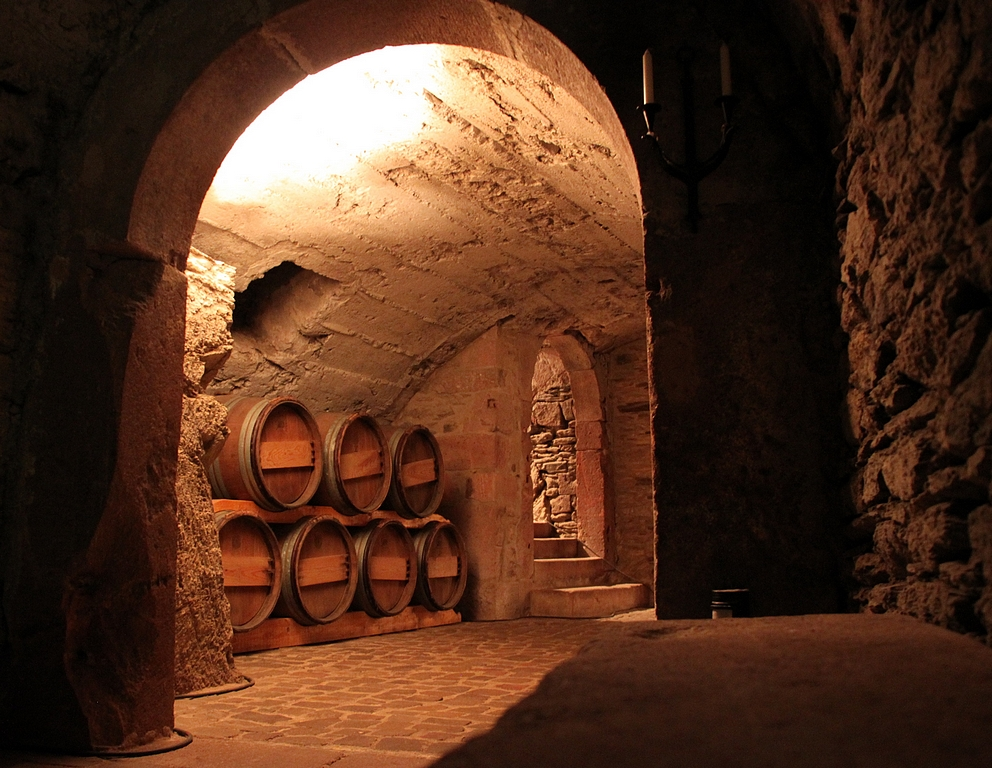
قلعة روشليتز ، ألمانيا ، قبو النبيذ في الطابق السفلي ، ربما يوفر فكرة عن حجرة الخمور من العصور الوسطى.

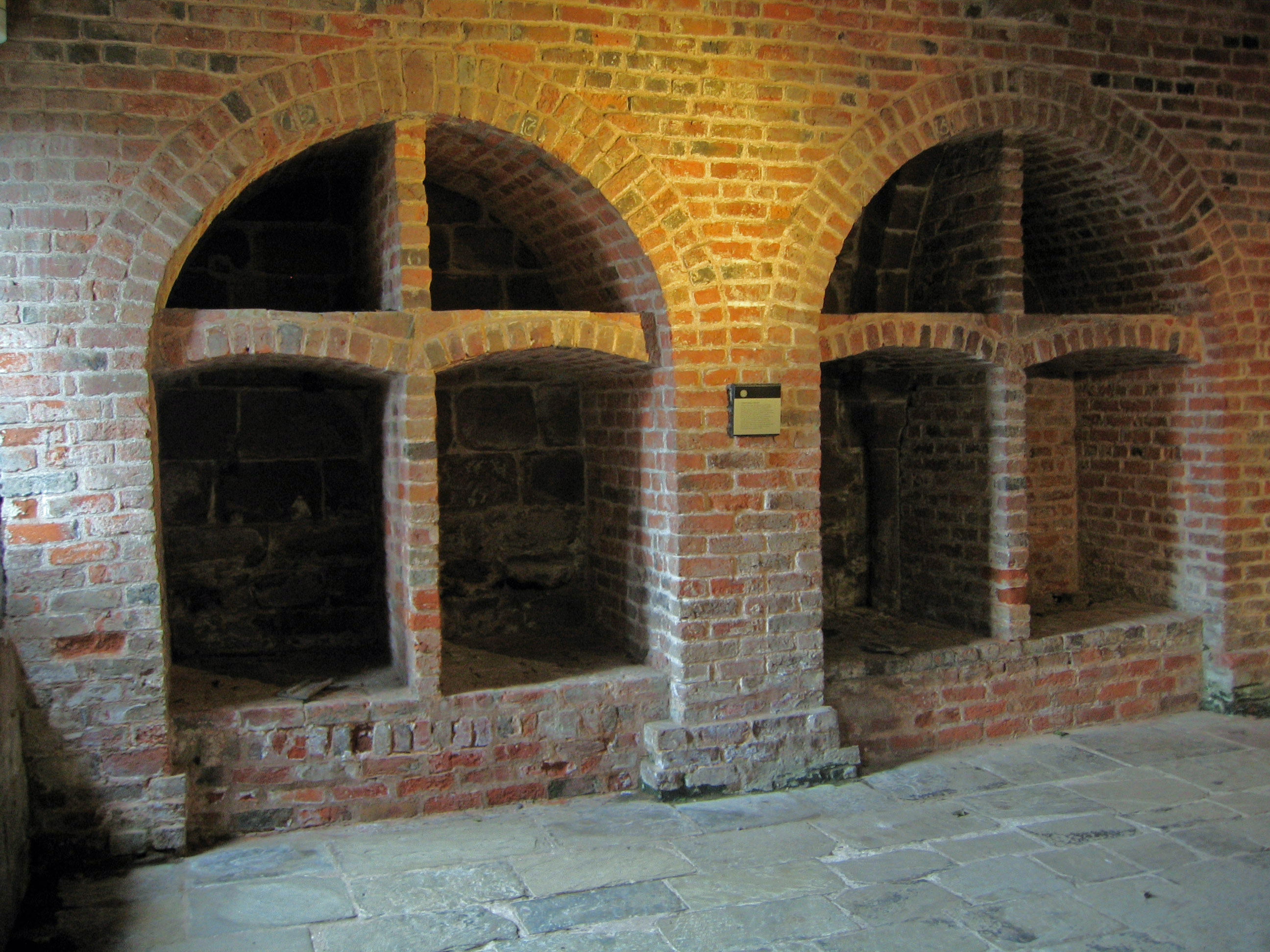
صناديق للنبيذ في قبو كنيسة نورتون بريوري ، بالقرب من رنكورن، تشيشاير ، مثال على منطقة تخزين النبيذ في بيئة محلية تاريخية.

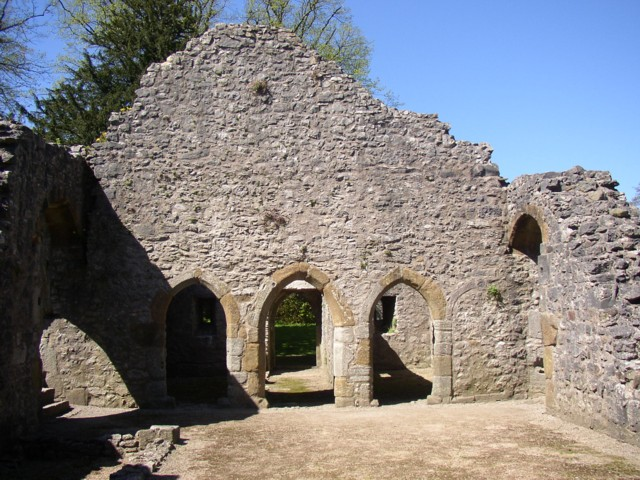
التخطيط الكلاسيكي لمنزل مهم من العصور الوسطى ، والتي تبين ثلاثة مداخل لغرف الخدمات ، بيت القسيس القديم ، وارتن. و نرى هذه المداخل هنا من داخل القاعة الكبرى ، ولكن في الأصل كانت مخفية بواسطة الحواجز الخشبية لحواجز الممر. كما يؤدي المدخل الرئيسي إلى ممر ثم إلى مطبخ خارجي. و البابان الآخران إلى حجرة المؤن والمخزن.

حُجرة الخمور أو مخرن الخمور كان في الأصل غرفة قبو كبيرة تحت الدير، حيث يتم تخزين الطعام والشراب لتوفير الطعام للغرباء والضيوف المارين.كما يعطي القاموس العالمي اللاتيني للغة الإنجليزية لناثان بيليز معنى كلمة (حارس المخزن)الشخص الذي يحافظ على القبو أو المخزن؛ كبير الخدم في بيت ديني أو دير. وكما يظهر التعريف في كتاب جون ستيفينز التاريخ في الاديرة القديمة ان وظيفته الرئيسية هي تقديم الطعام والشراب للضيوف بدلا من الرهبان: فحجرة الخمور؛«مكان الإقامة للضيوف» فالمخزن في الدير هو المكان الذي يسعى منه المسافرون إلى الحصول على «صدقات» من الخبز والجعة، حيث يتم إعطاؤهم في باب المخزن الخارجي (وغالبًا ما يتم ذلك عن طريق فتحة صغيرة في الباب، لمنع غزو المتاجر من قبل حشد أو المتسولين السيئين). مهمة تقديم الصدقات من هذا الطعام والشراب المجاني سيكون دور عامل المخزن. وايضا سيكون هناك نزل اساسي في الاديرة الكبيرة، حيث يمكن للمسافرين النوم مجانًا.
```
بعد ذلك تم تطبيق المصطلح «حجرة الخمور» على غرفة مشابهه لغرف التخزين في منزل كبير من القرون الوسطى، والذي قد يكون أو لا يكون قبوًا بحيث يخدم المخزن الاسقف وعائلته بدلا من المسافرين العابرين فقط. 
وفي كل من استخداماته، يجب تمييز حجرة الخمور عن المخزن وبيت المؤونة (غرفة تخزين المؤن أو حجرة المؤن)، والمطبخ، أو النزل، أو 
غرفة الطعام
 للضيوف أو 
قاعة
 الطعام للسكان.
```

## أصل الكلمة
في العصور الوسطى، كان المخزن غرفة لتخزين الخمر، والاسم مشتق من الكلمات اللاتينية والفرنسية للزجاجة أو، برميل، أي، برميل خشبي لوضع الكلمة بشكلها الابسط، كما ان الخادم سيتولى مسؤولية المخزن قبل أن يصبح قادراً على تولي إدارة مخزن المشروبات ومخزن المؤن والقبو والموظفين. ومع ذلك، فإن أصل الكلمة معقد للغاية، والكثير من الذي كتب حول هذا الموضوع هو معيب.

## الموقع
بعد فناء الأديرة، أصبح حجرة الخمور في البيوت والكليات الكبيرة مكانًا للبراميل أو الزجاجات أو براميل المشروبات الكحولية، والتي يتم جلبها وتوزيعها في القاعة الكبرى. كان يقع المخزن في ذلك الوقت على جانب واحد من الممر الفاصل، الذي يقسم النهاية المنخفضة للقاعة الكبرى. يحتوي الممر الفاصل بشكل عام على بابين أو ثلاثة أبواب على الجانب المقابل لمداخله تؤدي إلى القاعة الكبرى، والتي تؤدي على التوالي، إلى حجرة الخمور، والمطبخ، ومخزن الطعام، كل منها شكلت أقسام منزلية منفصلة.

## الوظيفة
كانت الوظيفة الرئيسية لحجرة الخمور في منزل كبير هي تخزين النبيذ وإعداده للصلاة. كما كان يتم توزيع الشموع وايضاً البيرة من حجرة الخمور لأفراد الأسرة الدنيا الذين لا يحق لهم شرب النبيذ. كما ان اليوم يتم تقديم المشروبات في الكليات في كامبردج دوبلن واكسفورد في «حانة تخزين الخمور». وكانت حجرة الخمور عمومًا يحتوي على درج يؤدي إلى قبو البيرة في الاسفل. كما ان منطقة تخزين النبيذ في المخزن، غالباً ما تكون مزينة بشكل انيق لتعكس القيمة العالية لوظائفها وتماشيًا مع القيمة العالية لمحتوياته.

## دور كبير الخدم
في وقت لاحق أصبح الراهب كبير الخدم، خادم يتسم بالذكاء كما نعرفه اليوم، وهو ضابط الدير المسؤول عن حجرة الخمور، وربما أيضًا الممون له (أي، إصدار النبيذ وشرائه). كان «المسؤول الكبير عن حجرة الخمور» في العائلة المالكة في كثير من الأحيان يتم تصريفه في ظل ملكية الأراضي الإقطاعية للملكية الكبرى: في المنازل الأقل أهمية مثل الضابط الذي أطلق عليه اسم «عمدة». ومع نقص الموظفون في المنازل الكبيرة، أصبح الخادم الكبير كذلك مطلوبًا لتقديم النبيذ شخصيًا إلى سيده والضيوف في الولائم.

## الانحطاط
منذ منتصف القرن السابع عشر، حيث أصبحت العادة بالنسبة للخدم ومكاتبهم أقل بروزأ حيث تقع بعيدا عن غرف الاستقبال الرئيسية، كما فقدت القاعة الكبرى وحجرة الخمور المجاور لها وحجرة المؤن استخداماتها الأصلية. في حين أن القاعة الكبرى غالبًا ما أصبحت قاعة درج كبيرة أو قاعة استقبال كبيرة (كما هو الحال في قلعة باودرهام في ديفون)، فقد تم دمج حجرة الخمور الصغير وحجرة المؤن الصغيرة خارج الممرات التي تحجب الضيوف لتشكيل صالة استقبال أو غرفة طعام أخرى.

## الاستخدام حديثا
يطلق معظم الكليات مثل أكسفورد وكامبريدج، الكلية الجامعية وكلية تريفيليان، دورهام، كينجز كوليدج لندن، جامعة بريستول وكلية ترينيتي، دبلن على أماكن تناول الطعام بالمخازن حتى الآن، وكذلك عدد قليل من المدارس في المملكة المتحدة. تدعى المطابخ / غرف الطعام الجماعية في كلية غودنوه، والتي هي قاعة سكن طلابية للدراسات العليا في وسط لندن، بالمخازن، أحد الأمثلة على ذلك هو «الأميرة باتيس أليس» في منزل ويليام غودنو.
كما تشير الكليات السكنية في ييل إلى مطاعم الوجبات الخفيفة الخاصة بها بهذا الاسم. تستخدم كلية ترينيتي في جامعة تورنتو أيضًا الاسم للإشارة إلى كافيتريا الموجودة في مبنى لاركين. بروس هول في الجامعة الوطنية الأسترالية يحافظ أيضا على الخمور، وهو حانة ومقصف غير رسمي. وتعرف الحانة للغرف المشتركة الصغيرة في كلية ترينيتي، جامعة ملبورن، بحجرة الخمور. كما تشير كلية سانت جون، مثل جامعة مانيتوبا بالمخزن إلى منطقة تناول الطعام في قاعة الإقامة

## قائمة المراجع
- Girouard، Mark (1978). Life in the English Country House. Yale University Press. ISBN:0-300-02273-5. مؤرشف من الأصل في 2020-10-23.